# Concert Of The Moment
 Der er for få eller ingen kildehenvisninger i denne artikel, hvilket er et problem. Du kan hjælpe ved at angive troværdige kilder til de påstande, som fremføres i artiklen.

Concert of the Moment var dels en legendarisk[kilde mangler] punkkoncert i 1979, og dels i dag en musikhistorisk væsentlig[kilde mangler] musikudgivelse fra 1980, der dokumenterer mange af de første danske punkbands.

## Koncerten
"Concert Of The Moment" var en stort anlagt punkkoncert og begivenhed afholdt 9. november 1979 på én af Københavns største scener "Saltlageret". Koncerten var bl.a. arrangeret af Eddie Haircut (Milan Balsgaard – også i punkbandene Elektrochok og Brats m.fl.).
"Concert Of The Moment" var en opfølger til arrangementet "Concert of the Day", der blev holdt året før og var den første af sin art. Det blev efterfulgt af "Concerto de Nobrainos insanos" året efter.

## LP'en
Tre-dobbelt Live LP med optagelser fra koncerten, udsendt den 14. november 1980 af pladeselskabet Irmgardz, med mange af de tidligste danske punkbands, Sods, No Knox, Support (Franz De Zaster og Eddie Haircut fra Brats + Peter Peter), Bollocks, Bubs, Prügelknaben, Gate Crashers, Mad Gustaf Band, D-Day, City Roots, Identity (Ballet Mécanique), You-X (City-X), Mc Värk (Art in Disorder), Black Badges og Radar, samt svenske Insect, Cellskräck og Usch. (Irmgardz / IRMG002 / IRMG K502).

## LP tracks
Side 1

1. Black Badges – Life

2. Black Badges – No Soldier No War

3. City Roots – City Roots

4. City Roots – Blow On The Future

5. City Roots – All Of Us

6. Cellskräck – En Fejl

7. Gate Crashers – Ha Ha Hi Hi

8. Gate Crashers – Punx On Punx

9. You-X – Nervous Wreck

10. You-X – Colour

Side 2

1. Bubs – Hooray

2. Bubs – Elektric Man

3. Bubs – Every Fuck

4. D-Day – Gimme Back My Revolution

5. D-Day – Goodbye Song

6. Prügelknaben – Quickstep

7. Prügelknaben – Polution

8. Mad Gustaf Band – Out Of Space Music

Side 3

1. Insect – Nazi

2. Insect – Rutan

3. Support – A Few Of The Best

4. Bollocks – I'm Not Supposed To

5. Bollocks – You Might Get Hurt

Side 4

1. No Knox – Rheingold

2. No Knox – Physical Function Of The Male Orgasm

3. Mc Värk – Uniformity

4. Sods – Suicide

5. Sods – She Feels Anger

6. Identity – Circus Of Decay

Side 5

1. Usch – Øllllll

2. Radar – Someone New

3. Radar – Montmatre

4. Radar – Fright

5. Usch – Dit Eget Liv

6. Usch – Accepterad?

Side 6

1. Usch – Tunnelbanan

2. Usch – Schack